# HMS Hythe (J194)
«Гайт» (англ. HMS Hythe (J194) — військовий корабель, тральщик типу «Бангор» Королівського військово-морського флоту Великої Британії часів Другої світової війни.
Тральщик «Гайт» закладений 20 липня 1940 року на верфі Ailsa Shipbuilding Company у Труні. 4 вересня 1941 року він був спущений на воду, а 5 березня 1942 року увійшов до складу Королівських ВМС Великої Британії.
Корабель брав участь у бойових діях на морі в Другій світовій війні, бився на Середземному морі та в Індійському океані, супроводжував мальтійські конвої.
11 жовтня 1943 року «Гайт» був потоплений торпедами німецького підводного човна U-371 поблизу Бугія, Алжир.

## Історія служби
Базуючись на Мальті, у 1942—1943 роках тральщик здійснив багато бойових походів у Середземне море.
У червні 1942 року тральщик «Гайт» брав участь в операції «Гарпун» — спробі Королівського військово-морського флоту Великої Британії провести конвой на Мальту під час битви на Середземному морі.